# Dayton (Nevada)
Pour les articles homonymes, voir Dayton.
Dayton est une census-designated place se situant dans le Nevada, au nord de Las Vegas et au sud de Reno.